# Tritonia bollandi
Tritonia bollandi is een slakkensoort uit de familie van de Tritoniidae. De wetenschappelijke naam van de soort is voor het eerst geldig gepubliceerd in 2003 door V.G. Smith & Gosliner.